# Scelotrichia rincorama
Scelotrichia rincorama är en nattsländeart som beskrevs av Olah 1989. Scelotrichia rincorama ingår i släktet Scelotrichia och familjen smånattsländor. Inga underarter finns listade i Catalogue of Life.